# Almagest
Almagest je latinizovaná podoba středověkého arabského názvu (اَلْمَجِسْطِيّ al-magesti čili الكتاب المجسطي, al-kitabu-l-mijisti – Velká kniha; z původního řeckého μεγίστη megístē – největší nebo Megalae Syntaxis - Velká soustava) užívaného pro nejznámější spis slavného řeckého astronoma a geografa Klaudia Ptolemaia s původním názvem Μαθηματικἠ Σύνταξις (Mathématiké syntaxis – Matematická soustava). Dílo vzniklo v 2. století n. l. v egyptské Alexandrii a shrnovalo veškeré antické vědění v oboru astronomie (jako jsou např. polohy hvězd, planet, souhvězdí a další) až do novověku bylo v arabském i evropském světě autoritativním pojednáním o tomto oboru založeným na geocentrismu. Jeho astrologickým dodatkem či pokračováním je Tetrabiblos.

## Obsah 13 knih

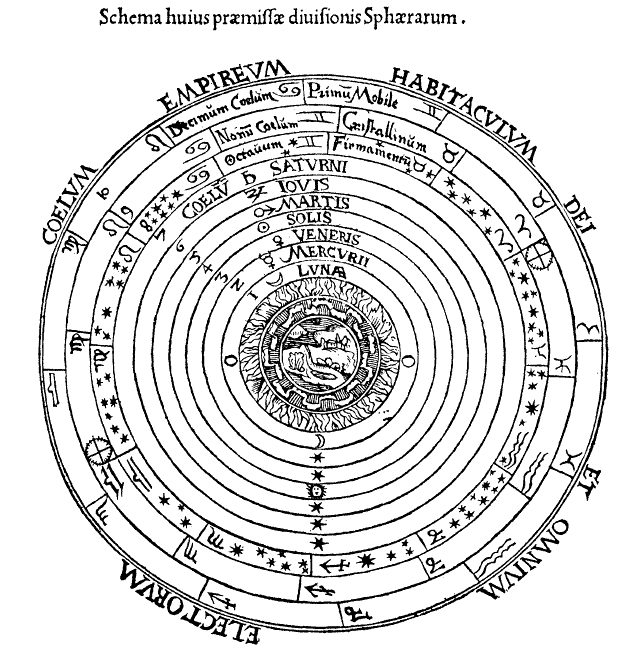
Renesanční schéma sfér ptolemaiovského geocentrického kosmu z díla Cosmographicus liber Petra Apiana vydaného 1524. Geometrickými poměry se toto schéma nezabývá.

Ptolemaios vycházel hlavně z teorií a zjištění svých předchůdců – především Hipparcha a z pozorování babylonských a alexandrijských astronomů.
Je to úplný výklad matematické astronomie založené na tom, že Země tvaru koule představuje střed kosmu a Slunce, Měsíc, planety a hvězdy obíhají kolem ní. Předpokládá, že světová sféra s hvězdami se jako jeden celek otáčí kolem nehybné Země přibližně jednou za den. Připouští ale, že jeho model by pracoval stejně, kdyby se naopak Země otáčela uprostřed světové sféry kolem své osy, jako si myslí jiní, nebo kdyby se otáčelo kolem společné osy obojí při zachování relativního pohybu. O Aristarchově heliocentrickém systému se nezmiňuje.
Dílo zahrnuje 13 knih s touto tematikou:
| Kniha      | Tematika knihy                                                                                  |
| ---------- | ----------------------------------------------------------------------------------------------- |
| I          | krátký úvod s důrazem na Aristotelovo dílo a trigonometrii, usnadňující pochopení práce         |
| II         | popis východů a západů hvězd, délky dne a ostatní základní otázky sférické astronomie           |
| III        | teorie pohybu Slunce                                                                            |
| IV         | popis modelu pohybu Měsíce                                                                      |
| V          | vzdálenost Země–Měsíc a rozměry Země, Slunce a Měsíce, Měsíční a sluneční paralaxa              |
| VI         | teorie Zatmění Slunce a Měsíce                                                                  |
| VII a VIII | katalog 1022 hvězd                                                                              |
| IX         | obecný popis pohybu planet se zaměřením na Merkur                                               |
| X          | popis parametrů oběhu Venuše a Marsu                                                            |
| XI         | popis parametrů oběhů Jupiteru a Saturnu                                                        |
| XII        | popis smyček opisovaných planetami na hvězdné obloze (zpětný pohyb, pozice a největší elongace) |
| XIII       | popis pohybu planet v ekliptické šíři                                                           |

## Tištěná vydání
- Claudii Ptolemaei Syntaxis mathematica, editor J. L. Heiberg, (řecky, předmluva a poznámky latinsky), 1898
- Epytoma Ioannis de Monte Regio in Almagestum Ptolomei (latinsky), 1496
- Almagestum CL. Ptolemei (latinsky), 1515
- Ptolemaiův katalog hvězd; revize Almagestu podle Christiana Heinricha Friedricha Peterse a Edwarda Balla Knobela (anglicky), 1915